# Кабловски саобраћај
Кабловски саобраћај је врста саобраћаја који се обавља уз помоћ каблова преко којих се креће превозно средство. Развијен је на планинама, и за друге врсте саобраћаја, тешко досптупним пределима.

## Подела
Овај тип саобраћаја може се поделити на:
- Ваздушни трамвај
- Жичару
- Висећу гондолу